# Víctor Cabedo
Víctor Cabedo Carda (Onda, 15 giugno 1989 – Almedíjar, 19 settembre 2012) è stato un ciclista su strada spagnolo.
Gareggiò da professionista per due stagioni, dal 2011 al 2012.

## Carriera
Inizia la sua carriera professionistica nel 2011 con la squadra basca Orbea, con cui ottiene il suo unico successo da professionista, una tappa alla Vuelta a Asturias, oltre ad un ottavo posto ai campionati nazionali ed un quinto posto al Gran Premio Primavera. Nella stagione successiva passa all'Euskaltel-Euskadi, formazione UCI ProTour, partecipando al Giro d'Italia.
Muore nel settembre 2012, all'età di 23 anni, investito da un'automobile durante un allenamento ad Almedíjar.

## Palmarès
- 2009 (élite 2)

5ª tappa Vuelta a Palencia (Frómista > Frómista, cronometro individuale)
- 2010 (élite 2)

Memorial Valenciaga
- 2011 (Orbea, una vittoria)

4ª tappa Vuelta a Asturias (Cafés Toscaf > Oviedo)

## Piazzamenti

### Grandi Giri
- Giro d'Italia

2012: 129º